# Derwin Martina
Derwin Martina (Ámsterdam, Países Bajos, 19 de julio de 1994) es un futbolista curazoleño. Juega de defensa y su último equipo fue el OFC Oostzaan de la Vierde Klasse.

## Trayectoria
| Club            | País         | Año       |
| --------------- | ------------ | --------- |
| Jong Ajax       | Países Bajos | 2013-2014 |
| RKC Waalwijk    | Países Bajos | 2014-2016 |
| Atlantis F. C.  | Finlandia    | 2016      |
| York City F. C. | Inglaterra   | 2017      |
| Achilles '29    | Países Bajos | 2017-2018 |
| VV Noordwijk    | Países Bajos | 2020      |
| OFC Oostzaan    | Países Bajos | 2021-2022 |